# لوري ونايت
لوري ونايت (بالإنجليزية: Laurie Knight)‏ هو لاعب اتحاد الرغبي نيوزلندي، ولد في 16 يوليو 1901 في أوكلاند في نيوزيلندا، وتوفي في 24 ديسمبر 1973.